# フィアット・マレア
マレア (MAREA)は、フィアットが製造・販売していた自動車である。

## 概要
1996年、フィアット・テムプラの後継車種として発売を開始した。販売台数は順調とは言えなかったが、官公庁需要に支えられ、イタリアで覆面パトカーとして数多く走っていた。